# Simone de Quay
Simone de Quay (* 27. Juni 1926 in Sitten; † 4. April 2022 ebenda) war eine Schweizer Malerin.

## Werk
Simone de Quay besuchte zusammen mit Simone Bonvin und Germaine Luyet (1928–1971) das Collège Sainte-Marie-des-Anges in Sitten und wurde u. a. von Schwester Marie de Saint-Paul im Zeichnen unterrichtet. 
Anschliessend studierte sie an der Ecole des Beaux-Arts in Lausanne bei Casimir Reymond (1893–1969) und Marcel Poncet (1894–1953). In Sitten teilte sie sich ein Atelier mit Simone Bonvin und Germaine Luyet. 1962 erhielt sie ein Alice Bailly Stipendium. 
Ihre Bilder stellte sie in Gruppen- und Einzelausstellungen aus. Simone de Quay malte naiv-realistische, traumartige-surrealistische Bilder. Ihr Ehemann war der Bildhauer André Gigon (1924–1991).